# 세서미 스트리트
《세서미 스트리트》(영어: Sesame Street)는 미국의 어린이를 위한 텔레비전 교육 프로그램 및 프로그램의 무대가 되는 가상의 거리 이름이다. 1969년 미국에서 처음 방송된 이래 40년 이상에 걸쳐 140개 이상의 국가와 지역에서 사랑받고 있다.

## 한국에서의 역사
국내에는 AFKN (현 AFN)이 편성 및 방영을 시작하면서, 한국 시청자들에게 1980년대 초반부터 소개되기 시작하였으며, KBS에서도 회화교재로 이 프로그램을 활용한 바 있다. 특히 1986년부터 미국에서 Home Video 형식으로 제작된 테이프를 시사영어사(현 YBM)에서 들여와, E2 Young People 프로그램과 함께 수도권 초등학생 및 중학생을 대상으로 각 지역 아파트 단위 가정교사를 통한 어린이 영어학습튜터링 교재로 활용하면서 널리 보급되었다. 1990년대에는 이를 활용한 각종 팬시 및 마케팅 상품등이 출시되어 점차 알려지게 되었고, 오늘날에는 엘모, 쿠키몬스터, 카운트 백작 등 캐릭터를 활용한 움직이는 장난감 등을 통해 인기를 받고 있다. 1999년부터 2008년까지는 대교방송에서 《열려라 세서미 스트리트》라는 이름으로 한글 더빙방송을 했으며, 2002년부터 2007년까지는 재능방송에서 《세사미 스트리트》라는 이름으로 한글 더빙방송을 했다. 현재는 EBS 2TV에서 자막방송하고 있다.